# Атала (суп)
Ата́ла (кирг. Атала, узб. Atala; тадж. Атала) — древний мучной суп в киргизской, узбекской и таджикской кухне.
В традиционном варианте обычно готовится из пшеничной муки. В некоторых вариантах используется мука из ячменя или кукурузы. Считается диетическим, но в то же время калорийным супом и поэтому в основном готовится для больных. В народе называется «жидким хлебом». Традиционно употребляется на завтрак и во время лечения больных.
В состав супа кроме муки входят хлопковое или растительное масло, а также яйца. В некоторых вариантах используется бараний курдюк или топлёное масло, лук, а также добавляется варёное мясо. В традиционном варианте в казан наливается масло и разогревается, после чего наливается один стакан воды. Через минуту добавляется разведённая мука. После этого данная масса варится, и одновременно помешивается половником для того чтобы мука не прилипла ко дну кастрюли. В середине процесса приготовления в казан добавляются щепотка соли и несколько сырых яиц или мелкие куски варёного мяса.